# مستديمة
المُسْتَدِيمَة (الاسم العلمي: Ageratum)، جنس نباتات استوائية مُزهرة حولية معمرة من فصيلة النجمية. أنواعه من 40 إلى 60. معظمها في المكسيك وأمريكا الوسطى، وهناك أربعة أنواع في الولايات المتحدة.